# Неккаргемюнд
Неккаргемюнд (нім. Neckargemünd) — місто в Німеччині, знаходиться в землі Баден-Вюртемберг. Підпорядковується адміністративному округу Карлсруе. Входить до складу району Рейн-Неккар.
Площа — 26,15 км2. Населення становить 13 349 ос. (станом на 31 грудня 2020).